# Emotion Detector
Emotion Detector är en låt av det kanadensiska bandet Rush. Den återfinns på albumet Power Windows, släppt den 14 oktober 1985.
Det är den enda låten på albumet som aldrig spelat live av Rush. Bandet trodde först att "Emotion Detector" skulle vara lätt att göra men de stötte på problem att göra låten ändå.